# Чхве Сон Хи
Чхве Сон Хи (кор. 최선희, в российской прессе также Цой Сон Хи, род. 10 августа 1964, КНДР) — северокорейский государственный и политический деятель, министр иностранных дел КНДР. Ранее, первый заместитель министра иностранных дел, она возглавила МИД 11 июня 2022 года, став, таким образом, первой женщиной на этом посту, а также одной из немногих женщин, занимающих подобный высокий пост в стране вообще.
Чхве — опытный переводчик, консультант, исследователь и чиновник МИДа. Она свободно владеет английским языком и в начале своей карьеры переводила на шестисторонних переговорах и диалоге между Вашингтоном и Пхеньяном. Чхве прошла путь по служебной лестнице в МИДе от начальника отдела до заместителя директора, а с 2016 года — заместителя генерального директора североамериканского департамента. В 2018 году была назначена на пост вице-министра по Северной Америке. В следующем году она стала первым заместителем министра.
Чхве считается последователем гражданской дипломатии и специализируется в области американо-сереверокорейских отношений и ядерных вопросов. Заявление Чхве, выпущенное перед Сингапурским саммитом КНДР-США (2018) между Дональдом Трампом и Ким Чен Ыном привело к тому, что Трамп временно отменил встречу. Чхве назвала Вице-президента США Майка Пенса «политическим манекеном», разозлив тем самым Трампа. Тем не менее, Чхве приняла участие в саммите, который состоялся 12 июня. На Американо-Северокорейском Саммите 2019 года, Чхве в последнюю минуту предприняла попытку достичь соглашения со своими американскими партнёрами, однако, не смогла в конечном счёте этого сделать.

## Биография
Чхве Сон Хи родилась 10 августа 1964 года в Северной Корее. Она падчерица Чхве Ён Рима, бывшего премьер-министра Северной Кореи, сражавшегося под руководством Ким Ир Сена во время антияпонской борьбы. Через отчима Чхве имеет тесную связь с правящей династией Кимов в Северной Корее. Она получила образование в Северной Корее, Китае, Австрии и на Мальте и свободно говорит по-английски.

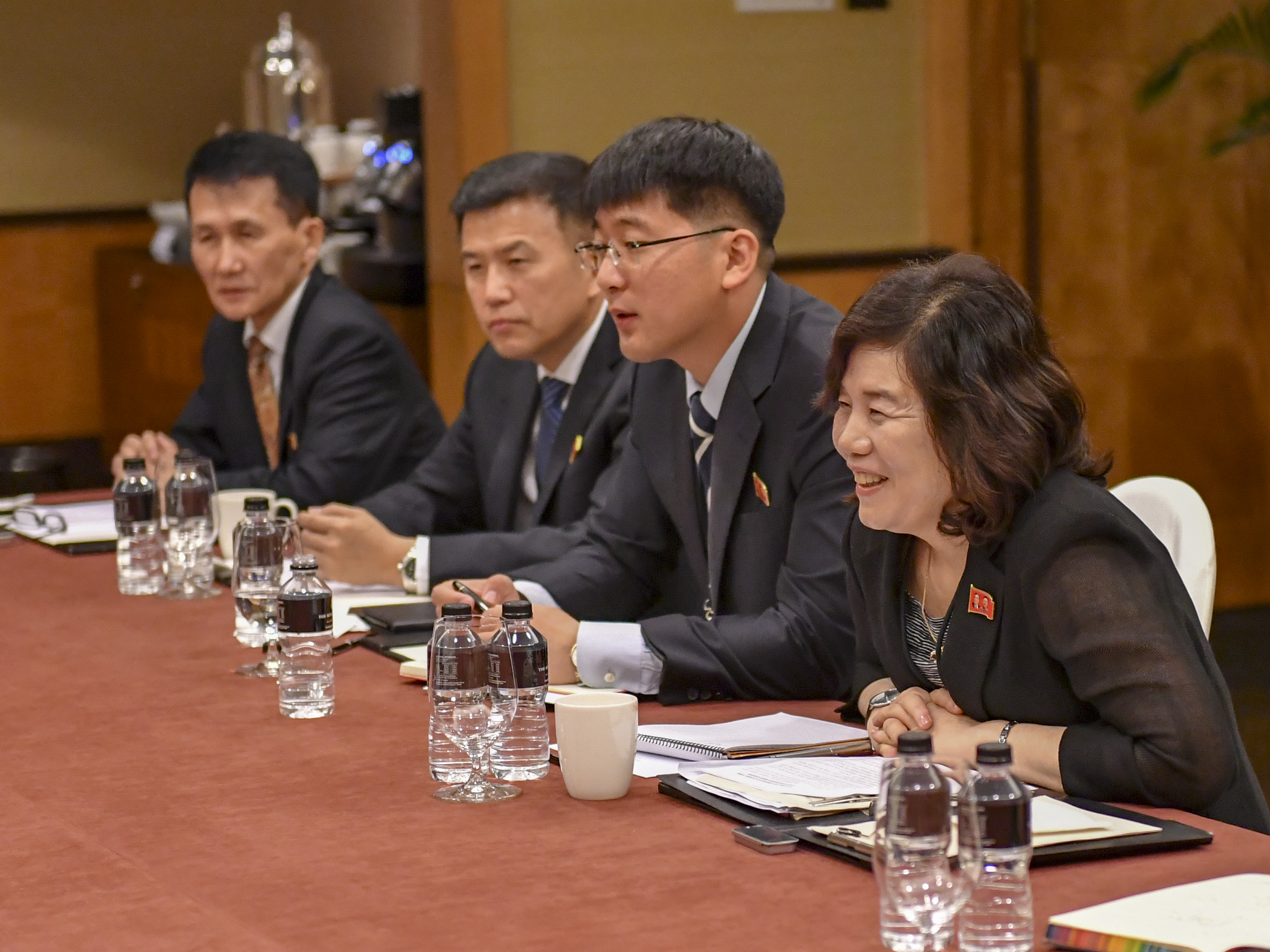
Чхве и её команда на переговорах с послом США на Филиппинах Ким, Сунг, июнь 2018 года